# 自己スプライシング
自己スプライシング（じこスプライシング）とは、タンパク質因子の非存在下で、イントロンRNA 自身が自己の配列のスプライシングを行う反応。2種類の自己スプライシングイントロンが知られる。実際には生体内ではタンパク質の作用も大きな影響を与えると考えられる。

## グループI
テトラヒメナの核ゲノムrRNAからトーマス・チェックとシドニー・アルトマンによって発見された。ほかに、酵母など菌類のミトコンドリアrRNA、葉緑体rRNAや、細菌tRNAに見られる。最初に見つかった自己スプライシングイントロンであり、また初めてリボザイムであることが確認されたRNAでもある。この発見がRNA分子が生命の元となったというRNAワールド仮説提唱のきっかけの1つとなった。スプライスサイトのコンセンサス配列は特に見当たらないが、ある程度共通の二次構造モチーフがある。反応にはMg2+とグアノシンを必要とし、その過程では、まず遊離のグアノシンが5'スプライスサイトを求核攻撃し、RNAの切断を行う。その結果切断された上流配列（上流エクソン）と、5'末端にグアノシンが付加された下流配列（イントロンと下流エクソン）ができる。次に上流エクソンの3'末端が3'スプライスサイトを攻撃し、イントロンの切り離しと上下エクソンの結合が起きる。

## グループII
菌類のミトコンドリアmRNA（シトクロムのいくつかの遺伝子）や、葉緑体mRNA に存在する。グループIとは異なった構造を持ち、スプライスサイトの配列に保存性が認められる。反応過程の中間体としてラリアット構造イントロンができることなど、pre-mRNA スプライシングと同様の反応様式を持つ。このことから、スプライセオソーマルイントロンはグループIIイントロンから由来したという説が提案されている。

## 関連
また、グループIIに準じたいくつかの二次構造も保存しているグループIIIイントロンが存在し、これはスプライセオソーマルイントロン同様にスプライセオソームを必要とする。従って、これがグループIIからスプライセオソーマルイントロンへと変化している中間体であるとの仮説もあった。